# Эресманн, Шарль
Ша́рль Эресма́нн (фр. Charles Ehresmann; 19 апреля 1905, Страсбург, Германия, ныне Франция — 22 сентября 1979, Амьен, Франция) — французский математик, работавший в области дифференциальной топологии и теории категорий. Один из основателей группы математиков «Бурбаки».

## Биография
Известен своими работами по топологии групп Ли, созданием концепции струи и семинаром по теории категорий.
Окончил Высшую нормальную школу в Париже. После окончания университета один год служил в армии. В 1934 году под руководством Эли Картана защитил диссертацию «О топологии некоторых однородных пространств» (франц.: «Sur la topologie de certains espaces homogènes»).
В 1957 году он основал математический журнал Cahiers de Topologie et Géometrie Différentielle Categoriques.
Под его руководством диссертации на степень Ph.D. защитили 76 человек, включая Жоржа Риба, У (Ву) Вэньцзюня, Андре Хефлигера и Жака Фельдбау.